# جينيفر باكستر
جينيفر باكستر (بالإنجليزية: Jennifer Baxter)‏ (و. 1976 – م) هي ممثلة، من كندا، ولدت في فانكوفر.

## وصلات خارجية
- جينيفر باكستر على موقع IMDb (الإنجليزية)
- جينيفر باكستر على موقع ألو سيني (الفرنسية)
- جينيفر باكستر على موقع أول موفي (الإنجليزية)
- جينيفر باكستر على موقع قاعدة بيانات الفيلم (الإنجليزية)
- جينيفر باكستر على موقع كينوبويسك (الروسية)